# Heinrich Gisbert Voigt
Heinrich Gisbert Voigt (* 29. Juni 1860 in Stade; † 20. September 1933 in Halle (Saale)) war ein deutscher Theologe, Kirchen- und Regionalhistoriker.

## Leben
Voigt studierte von 1878 bis 1881 Theologie an den Universitäten Königsberg, Leipzig und Berlin. Er wurde 1890 in Königsberg promoviert und 1892 in Berlin für Kirchengeschichte habilitiert. Ab 1894 hatte Voigt eine außerordentliche Professur in Königsberg, ab 1899 an der Universität Kiel und ab 1901 an der Universität Halle inne. Hier wurde er 1914 ordentlicher Honorarprofessor und 1921 Ordinarius für Kirchengeschichte. 1925 wurde er emeritiert.
Neben kirchengeschichtlichen Themen widmete er sich hauptsächlich der Geschichte von Querfurt und Umgebung.

## Veröffentlichungen (Auswahl)
- Adalbert von Prag. Ein Beitrag zur Geschichte der Kirche und des Mönchtums im zehnten Jahrhundert. Verlag der Akademischen Buchhandlung (W. Faber & Co), Westend-Berlin 1898. (Digitalisat im Internet Archive)
- Brun von Querfurt. Mönch, Eremit, Erzbischof der Heiden und Märtyrer. Verlag von J. F. Steinkopf, Stuttgart 1907. (Digitalisat)
- Die Geschichte Jesu und die Astrologie. Hinrichs, Leipzig 1911, urn:nbn:de:bsz:15-0011-130584.
- Die Edelen Herren von Querfurt und ihre Burg. In: Historische Kommission für die Provinz Sachsen und das Herzogtum Anhalt (Hrsg.): Neujahrsblätter. Nr. 37. Otto Hendel, Halle a. S. 1913, urn:nbn:de:bsz:14-db-id18961003684.
- Burg Querfurt. Richard Jaeckel, Querfurt 1915.
- Die Anfänge des Christentums zwischen Saale und Unstrut. In: Historische Kommission für die Provinz Sachsen und das Herzogtum Anhalt (Hrsg.): Neujahrsblätter. Nr. 43. Otto Hendel, Halle a. S. 1921.
- Querfurter Chronik. Historisches Denckmahl der Haubt-Stadt des Fürstenthums Sachsen-Quernfurth von Christian Webel geschrieben um 1714/15. Richard Jaeckel, Querfurt [1928].
- Ungarnsiege im Jahre 933. Heimatverlag, Querfurt 1933.